# Jastrzębce (województwo pomorskie)
Jastrzębce – osada kociewska w Polsce położona w województwie pomorskim, w powiecie starogardzkim, w gminie Skarszewy. Miejscowość wchodzi w skład sołectwa Pogódki.
W latach 1975–1998 miejscowość położona była w województwie gdańskim.